# نریمان‌خان قوام‌السلطنه
نریمان‌خان قوام السلطنه (زاده ۱۸۳۶ در تهران - درگذشته اوایل) دیپلمات ایرانی ارمنی‌تبار بود وی وزیرمختار ایران در اتریش در دوران ناصرالدین‌شاه قاجار و مظفرالدین شاه قاجار بود.

## زندگی‌نامه
نریمان‌خان اناگولوپیان، فرزند سلیمان‌خان (سوقومون‌خان) سهام‌الدوله، در ۱۸۳۶ در تهران دیده به جهان گشود. او در پاریس تحصیل نمود و پس از آنکه به تهران بازگشت وارد خدمت نظام شد. در سال ۱۲۶۸ ه‍.ق / ۱۸۵۲ م به منصب نایب آجودان باشیگری رسید. سپس چون زبان فرانسه را خوب می‌دانست به استخدام وزارت امورخارجه درآمد و از مترجمان این وزارتخانه شد.

### تحصیلات
او تحصیلات خود را در رشتهٔ نظامی در مدرسه دارالفنون تهران به پایان رساند و به سمت نایب آجودانباشی منصوب گردید.
وی پس از مدتی تحصیل و کار در زمینه فنون نظامی، در سال ۱۲۶۸ ه‍.ق نایب آجودان باشی شد و پس از چندی، چون به زبان فرانسه مسلط بود در شمار مترجمان وزارت امور خارجه درآمد و به سفارت پاریس فرستاده شد.

### نایب سفارت ایران در فرانسه
در ۱۲۷۳ ه‍.ق که جنگ ایران و انگلیس بر سر مسئلهٔ هرات آغاز شد و ناصرالدین شاه می‌خواست هرچه زودتر به این جنگ پایان دهد، نریمان‌خان به سمت نایب سفارت تعیین و همراه فرّخ خان امین الملک به پاریس فرستاده شد. پس از امضای عهدنامهٔ پاریس در ۴ مارس ۱۸۵۷، فرّخ خان، نریمان‌خان را به تهران فرستاد تا عهدنامه را به امضای ناصرالدین شاه و صدراعظم نوری برساند.

### مستشار سفارت ایران در عثمانی
در سال ۱۲۷۵ ه‍. ق؛ که میرزا حسین خان مشیرالدوله (سپهسالار بعدی) وزیرمختار در دربار عثمانی شد، نریمان‌خان با سمت مستشار سفارت با وزیرمختار به استانبول رفت و به مدت بیست سال تا (۱۲۹۶ه‍.ق) سمت مستشاری سفارت ایران در استامبول را به عهده داشت.

### کنسول ایران در قاهره
از سال ۱۲۹۰ه‍.ق تا ۱۲۹۱ه‍.ق کنسول ایران در مصر بود

### وزیر مختار سفارت ایران در اتریش
در سال ۱۲۹۶ ه‍.ق سفارت ایران در اتریش تأسیس و نریمان‌خان به سمت وزیرمختار در وین منصوب شد و تا ۱۳۲۱ ه‍.ق به مدت ۲۵ سال با داشتن لقب قوام السلطنه در آن سمت باقی بود. نریمان‌خان در سال ۱۳۰۹ ه‍.ق ملقب به قوام السلطنه شد. همچنین در ۱۳۰۹ ه‍.ق (اوت ۱۸۹۱)، ناصرالدین شاه ساختمان راه شوسه از جلفا به تهران را با میانجیگری نظرآقا وزیرمختار در پاریس و نریمان‌خان وزیرمختار در وین به یک شرکت بلژیکی واگذار کرد. نریمان‌خان به تهران آمد و برای به امضا رساندن قرارداد تلاش بسیار کرد و سپس، به محل مأموریتش برگشت و از این راه پول خوبی به جیب زد.

## درگذشت
نریمان‌خان قوام‌السلطنه در بلژیک درگذشت